# Zahnradbahn Lausanne–Ouchy
| Zahnradbahn Lausanne–Ouchy |                                                           |                                                  |             |
| Fahrplanfeld: | (103 Lausanne-Ouchy, 104 Lausanne-Gare CFF-Lausanne-Flon) |                                                  |             |
| Streckenlänge: | 1,482 km                                                  |                                                  |             |
| Spurweite: | 1435 mm (Normalspur)                                      |                                                  |             |
| Maximale Neigung: | 116 ‰                                                     |                                                  |             |
| Zahnstangensystem: | Strub                                                     |                                                  |             |
| |                                                           |                                                  |             |
| \| \| \| Lausanne-Ouchy (lac) Schifflände Genfersee (CGN) \| \| \| \| \| Ouchy \| 373 m ü. M. \| \| \| \| Jordils \| 392 m ü. M. \| \| \| \| Montriond \| 420 m ü. M. \| \| \| \| \| \| \| \| \| Gare CFF \| 451 m ü. M. \| \| \| \| Flon \| 473 m ü. M. \| |                                                           |                                                  |             |
| |                                                           | Lausanne-Ouchy (lac) Schifflände Genfersee (CGN) |             |
| Kopfbahnhof Streckenanfang (Strecke außer Betrieb) |                                                           | Ouchy                                            | 373 m ü. M. |
| Haltepunkt / Haltestelle (Strecke außer Betrieb) |                                                           | Jordils                                          | 392 m ü. M. |
| Haltepunkt / Haltestelle (Strecke außer Betrieb) |                                                           | Montriond                                        | 420 m ü. M. |
| Tunnelanfang (Strecke außer Betrieb) |                                                           |                                                  |             |
| Haltepunkt / Haltestelle (Strecke außer Betrieb) (im Tunnel) |                                                           | Gare CFF                                         | 451 m ü. M. |
| Kopfbahnhof Streckenende (Strecke außer Betrieb) (im Tunnel) |                                                           | Flon                                             | 473 m ü. M. |

Die Zahnradbahn Lausanne–Ouchy, ursprünglich Drahtseilbahn Lausanne–Ouchy, abgekürzt LO, französisch Funiculaire Lausanne–Ouchy, war eine Zahnradbahn und zuvor eine Standseilbahn in der Schweizer Stadt Lausanne. Sie verband die Station Flon unweit des erhöht liegenden Stadtzentrums mit dem SBB-Bahnhof und dem Stadtteil Ouchy am Ufer des Genfersees. Sie wurde am 22. Januar 2006 eingestellt und bis September 2008 zur vollautomatischen Linie M2 der Métro Lausanne ausgebaut. Die Gesellschaft Métro Lausanne-Ouchy SA gehörte vollständig der Stadt, die Betriebsführung erfolgte durch den Verkehrsbetrieb Transports publics de la région lausannoise (TL). 2012 fusionierten LO, TSOL und TL.

## Strecke

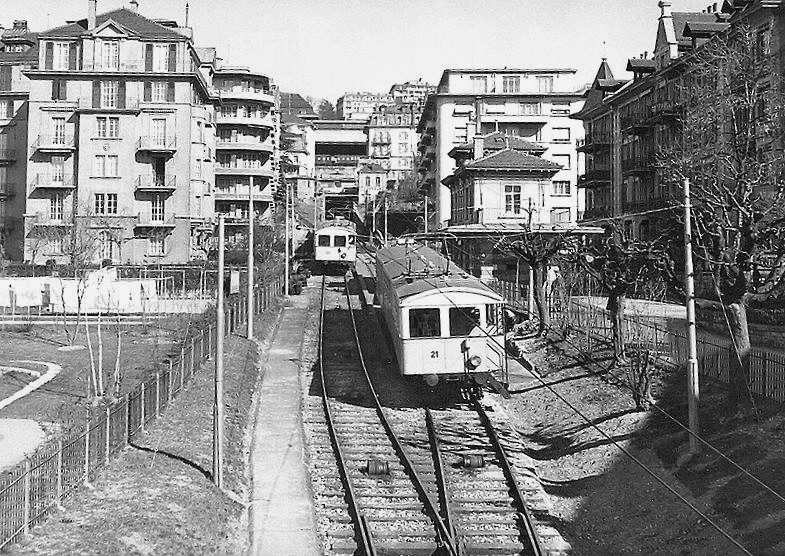
Standseilbahn an der Ausweiche bei der Station Montriond

Die 1482 Meter lange Strecke besass fünf Stationen und war eingleisig mit einer Ausweiche bei der Station Montriond. Sie überwand eine Höhendifferenz von 106 Metern, wobei die maximale Neigung 11,6 Prozent betrug. Die Stationen Flon und Gare CFF (Hauptbahnhof) liegen in einem Tunnel. Die Bahn verkehrte tagsüber alle acht Minuten. Die normalspurige Bahn bezog ihren Vortrieb mittels einer Zahnstange nach dem System Strub.
Die Zahnradbahn Lausanne–Gare, abgekürzt LG, verkehrte auf der Bahnstrecke zwischen Flon und dem SBB-Bahnhof. Sie befuhr dabei ein zweites Gleis parallel zur Zahnradbahn Lausanne–Ouchy und lag vollständig im Tunnel. Die Länge betrug 318 Meter, der Höhenunterschied 37 Meter und die maximale Neigung 12 Prozent. Ein einzelner Wagen pendelte ständig zwischen den beiden Stationen hin und her, ohne festen Fahrplan.

## Geschichte
Zu Beginn der 1870er-Jahre hatten sich die Verkehrsbedürfnisse zwischen dem zentral gelegenen Gewerbegebiet Flon, dem Bahnhof und der Schiffsanlegestelle in Ouchy derart erhöht, dass Pferdefuhrwerke bei weitem nicht mehr ausreichten. Aufgrund des grossen Höhenunterschieds entschied man sich für den Bau einer Standseilbahn. Zu diesem Zweck wurde am 12. März 1874 die Gesellschaft Chemin de fer Lausanne-Ouchy gegründet. Die Eröffnung der Strecke Flon–Ouchy erfolgte am 16. März 1877. Für die kurze Verbindung Bahnhof–Flon, parallel zur Seilbahn Ouchy–Flon, war ursprünglich (1873) pneumatische Traktion vorgesehen. Die entsprechenden Versuche führten aber nicht zu brauchbaren Ergebnissen, und die Gesellschaft entschied sich, eine zweite Standseilbahn zu erstellen, die am 4. Dezember 1879 eröffnet wurde. Die Bahnen erhielten bald den Spitznamen la ficelle (frz. «die Schnur»).
Beide Standseilbahnen wurden mit Girard-Wasserturbinen angetrieben und hatten zusätzlich einen Dampfantrieb, der bei Revisionen der Wasserturbinen oder bei Wassermangel zum Einsatz kam. Auf der Strecke gab es auch Güterverkehr nach Flon und Ouchy (Quai). Mittels einer Drehscheibe und eines quer über den Bahnhofsvorplatz verlaufenden Gleises bestand ein Anschluss an das Eisenbahnnetz. Das Anschlussgleis wurde 1953 aufgrund des stark angewachsenen Automobilverkehrs und des immer grösser werdenden Radstandes der Güterwagen (wegen der Drehscheibe auf 5,5 Meter begrenzt) durch eine mit 15 kV Wechselstrom elektrifizierte Strecke vom damals neuen Güterbahnhof Sébeillon nach Flon ersetzt. Die Verteilung der Wagen erfolgte hier weiterhin mittels Schiebebühnen.
Zur gleichen Zeit erfolgte der Umbau der Standseilbahn in eine leistungsfähigere Zahnradbahn mit Oberleitung. Die Strecke Flon–Ouchy wurde am 14. April 1958 umgestellt, die Pendelstrecke Flon–Bahnhof am 25. Februar 1959. Aus der ficelle war nun die métro geworden. Das Anschlussgleis zum Güterbahnhof wurde 1979 wieder stillgelegt und anschliessend abgebrochen. Etwas südlich davon verläuft heute die Linie M1 nach Renens.
Die Zahnradbahn erhielt im Jahr 2000 die Linienbezeichnung M2. Sie wurde zu einer zahnstangenfreien U-Bahn-Linie mit gummibereiften Fahrzeugen ausgebaut und Richtung Norden bis nach Epalinges verlängert. Die Eröffnung erfolgte am 18. September 2008. Um die Bauarbeiten zu erleichtern, wurde die Zahnradbahn am 22. Januar 2006 endgültig stillgelegt.

### Standseilbahn zum Signal de Sauvabelin
Zwischen 1899 und 1948 gab es eine dritte Standseilbahn. Die Chemin de fer Lausanne–Signal verkehrte von der Place du Vallon am Nordrand der Altstadt zum 637 Meter hohen Aussichtsberg Signal de Sauvabelin. Die Länge betrug 468 Meter, die Höhendifferenz 106 Meter. Die Bahn besass eine Spurweite von 1000 Millimetern und überwand eine maximale Neigung von 28 Prozent.

## Rollmaterial Zahnradbahn
Der gesamte Fahrzeugpark wurde nach der Betriebseinstellung zunächst eingelagert und sollte später nach Villard-de-Lans in Frankreich geliefert und auf einer neuen sechs Kilometer langen Zahnradbahn eingesetzt werden. Diese Lösung wurde jedoch von den Gemeindebehörden von Villard-de-Lans verworfen.
| Baureihe                                                                               | Baureihe    | Hersteller  | Baujahr     | Herkunft    | Stückzahl   | Stückzahl   | Ausrangiert | Bemerkungen       |
| Serie                                                                                  | Nummern     | Hersteller  | Baujahr     | Herkunft    | total       | Ende        | Ausrangiert | Bemerkungen       |
| Lokomotiven                                                                            | Lokomotiven | Lokomotiven | Lokomotiven | Lokomotiven | Lokomotiven | Lokomotiven | Lokomotiven | Lokomotiven       |
| -------------------------------------------------------------------------------------- | ----------- | ----------- | ----------- | ----------- | ----------- | ----------- | ----------- | ----------------- |
| He 2/2                                                                                 | 121–123     | SLM/MFO     | 1958        |             | 3           | 0           | 2006        |                   |
| Triebwagen                                                                             |             |             |             |             |             |             |             |                   |
| Bhe 2/2                                                                                | 101–102     | SIG/MFO     | 1958        |             | 2           | 0           | 1964        | 1975 verschrottet |
| Bhe 2/2                                                                                | 111–112     | SLM/SIG/MFO | 1964        |             | 2           | 0           | 2006        |                   |
| Steuerwagen                                                                            |             |             |             |             |             |             |             |                   |
| Bt                                                                                     | 1–5         |             | 1958        |             | 5           | 0           | 2006        |                   |
| Traktoren                                                                              |             |             |             |             |             |             |             |                   |
| Te 1/2                                                                                 | 152         | IEG         | 1905        | unbek.      | (Üb?)02     | 0           | 1979        | Güterverkehr Flon |
| Te 1/2                                                                                 | 153         | IEG         | 1907        | unbek.      | (Üb?)02     | 0           | 1979        | Güterverkehr Flon |
| Üb = Übernahme aus fremden Bestand (Gebrauchtfahrzeug); Um = Umbau aus eigenem Bestand |             |             |             |             |             |             |             |                   |

### Triebwagen Bhe 2/2 101 und 102
Die beiden Zahnradtriebwagen wurden 1954 von der Schweizerischen Industriegesellschaft (SIG) und Maschinenfabrik Oerlikon (MFO) für die Zahnradbahn Lausanne–Gare erbaut. Die Fahrzeuge hatten eine Länge von 7,9 Metern. Sie hatten 16 Sitzplätze und 48 Stehplätze. Sie wurden schon 1964 durch die Bhe 2/2 111 und 112 abgelöst und im Sommer 1975 verschrottet.

### Triebwagen Bhe 2/2 111 und 112
Die 1964 gebauten Zahnradtriebwagen haben eine Länge von 11,9 Metern und ein Gesamtgewicht von 18,5 Tonnen und lösten die Bhe 2/2 101 und 102 ab. Sie hatten eine Stundenleistung von 464 kW und erreichten eine Höchstgeschwindigkeit von 32 km/h. Der Kasten wurde von der SIG aufgebaut, während der mechanische Teil von der Schweizerischen Lokomotiv- und Maschinenfabrik (SLM) in Winterthur und der elektrische Teil von der Maschinenfabrik Oerlikon (MFO) stammt. Ein Triebwagen pendelte immer zwischen Gare CFF und Flon, während der andere in Reserve stand. Die Fahrzeuge hatten in Fahrtrichtung Flon die Türen auf der linken Seite und konnten somit nicht für den Personentransport auf der Zahnradbahnstrecke Lausanne–Ouchy eingesetzt werden.

### Lokomotiven He 2/2 121 bis 123
Die 1958 gebauten Zahnradlokomotiven haben eine Länge von 6,25 Metern und ein Gesamtgewicht von 18,1 Tonnen. Sie hatten eine Leistung von 464 kW und erreichten eine Höchstgeschwindigkeit von 32 km/h. Der mechanische Teil stammt von der Schweizerischen Lokomotivfabrik Winterthur, während der elektrische Teil von der Maschinenfabrik Oerlikon stammt. Zwei dieser Fahrzeuge pendelten, zusammen mit zwei Personenwagen, immer zwischen Flon und Ouchy, während die dritte Lokomotive und ein weiterer Personenwagen in Reserve waren.

### Steuerwagen Bt 1 bis 5
Zu den He 2/2 existierten fünf Steuerwagen Bt 1 bis 5. Sie hatten in Fahrtrichtung Flon auf der rechten Fahrzeugseite Türen und wurden immer paarweise vor einer He 2/2 auf der Linie Flon–Ouchy eingesetzt, während der fünfte Wagen in Reserve stand.

### Dienstwagen
Es existierten zwei Flachwagen, die noch aus der Drahtseilbahnzeit stammten.